# 浅草公会堂
浅草公会堂（あさくさこうかいどう、英語：Asakusa Public Hall）は、日本の東京都台東区浅草にある台東区立の公会堂である。指定管理者制度により明治座･野村不動産パートナーズ（株式会社明治座、野村不動産パートナーズ株式会社の共同企業体）が管理・運営を行っている。

## 概要
かつてこの地には浅草区役所が建てられており、戦後、下谷区と合併して台東区が発足した折には、台東区役所浅草分庁舎として引き続き利用された。その後1973年に台東区役所新庁舎が竣工し、浅草分庁舎を統合したため浅草分庁舎は1974年をもって閉鎖、その後解体された。
1977年（昭和52年）10月、浅草分庁舎跡地に本公会堂が完成した。建物は一部鉄骨の鉄筋コンクリート造りで地上5階、地下2階建て。設計は日建設計である。
これに伴い、公会堂前の通りの名称が「区役所通り」から「浅草公会堂オレンジ通り」（現在は「オレンジ通り」）になった。
ホール、集会室、展示ホールの３種類の施設があり、個人や団体が催し物を行うことができる。ホールでは、毎年1月に新春浅草歌舞伎が開催されるほか、2月にはハクビ京都きもの学院などが主催するきものクイーンコンテスト、3月には浅草芸能大賞、7月に民謡民舞今フェスなどが開催され、演劇公演、コンサート、映画の上映会、舞踊公演などが主に行われている。台東区内の学校に限らず、卒業式、入学式等のイベントにも利用される。年末年始と1月の大半は新春浅草歌舞伎が開催されるため、一般でのホールの利用はできない。
なお、正面入り口前の「スターの広場」には、大衆芸能の振興に貢献した浅草ゆかりの芸能人の「スターの手型」が1979年より設置されている。
設備の老朽化により耐震工事等を行うため2021年（令和3年）2月から休館。改修により客席数を12席減らして1070席とし、車いす4台のスペースを設けた。このほかエレベーターや空調設備も改修された。2022年（令和4年）1月4日にリニューアルオープンした。

## ギャラリー

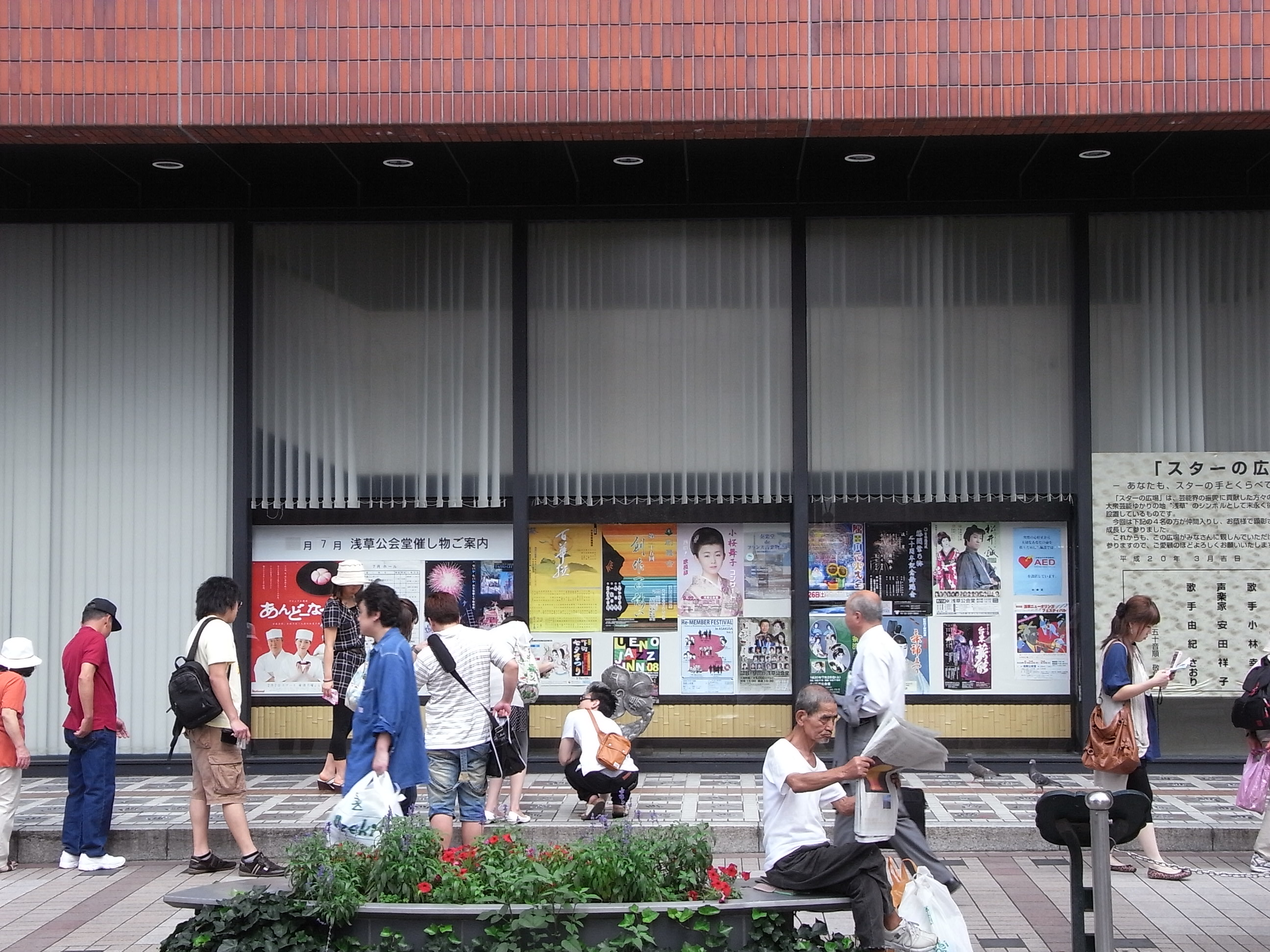
スターの広場（2008年7月10日撮影）
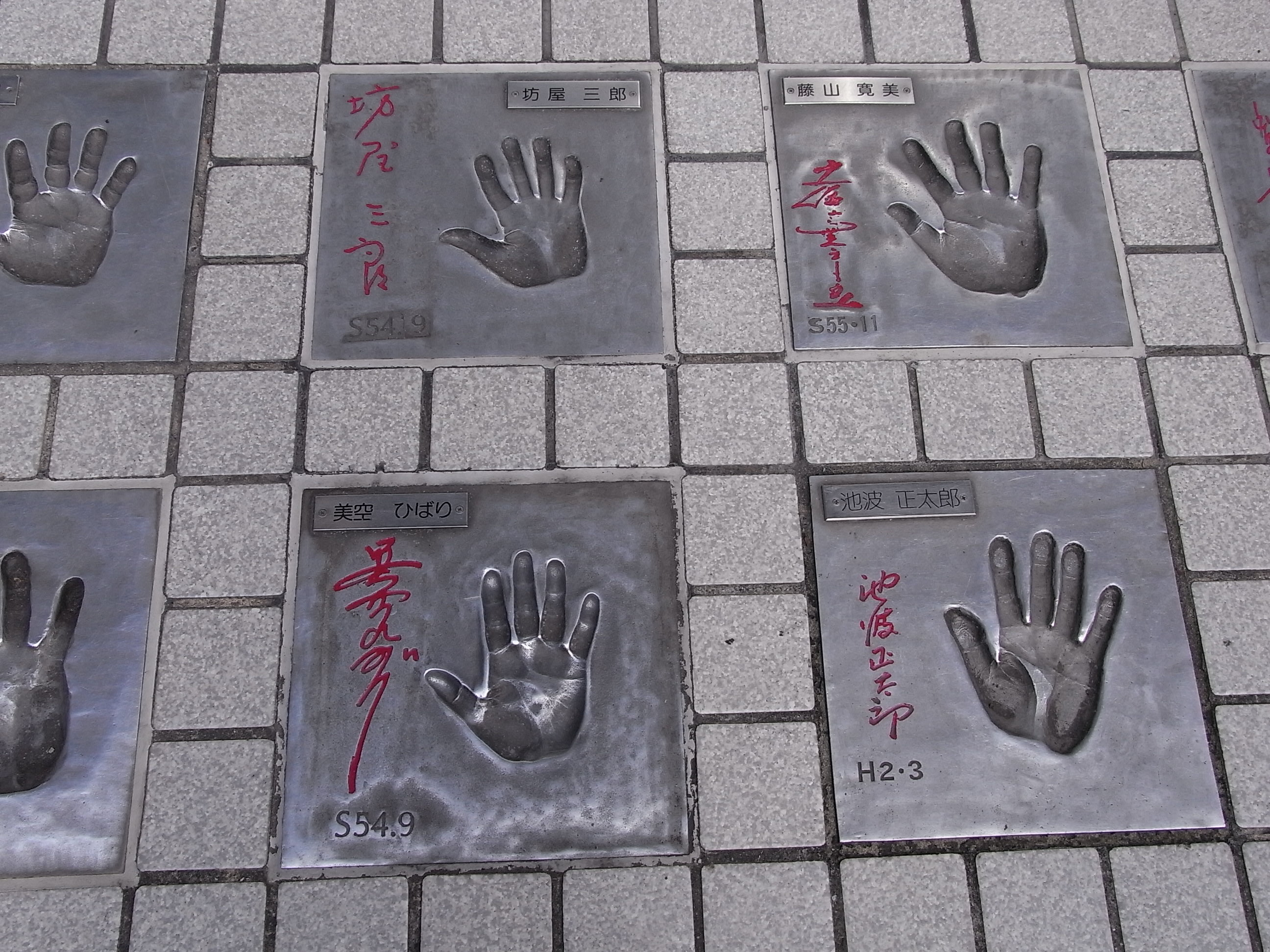
スターの手型（2008年7月10日撮影）
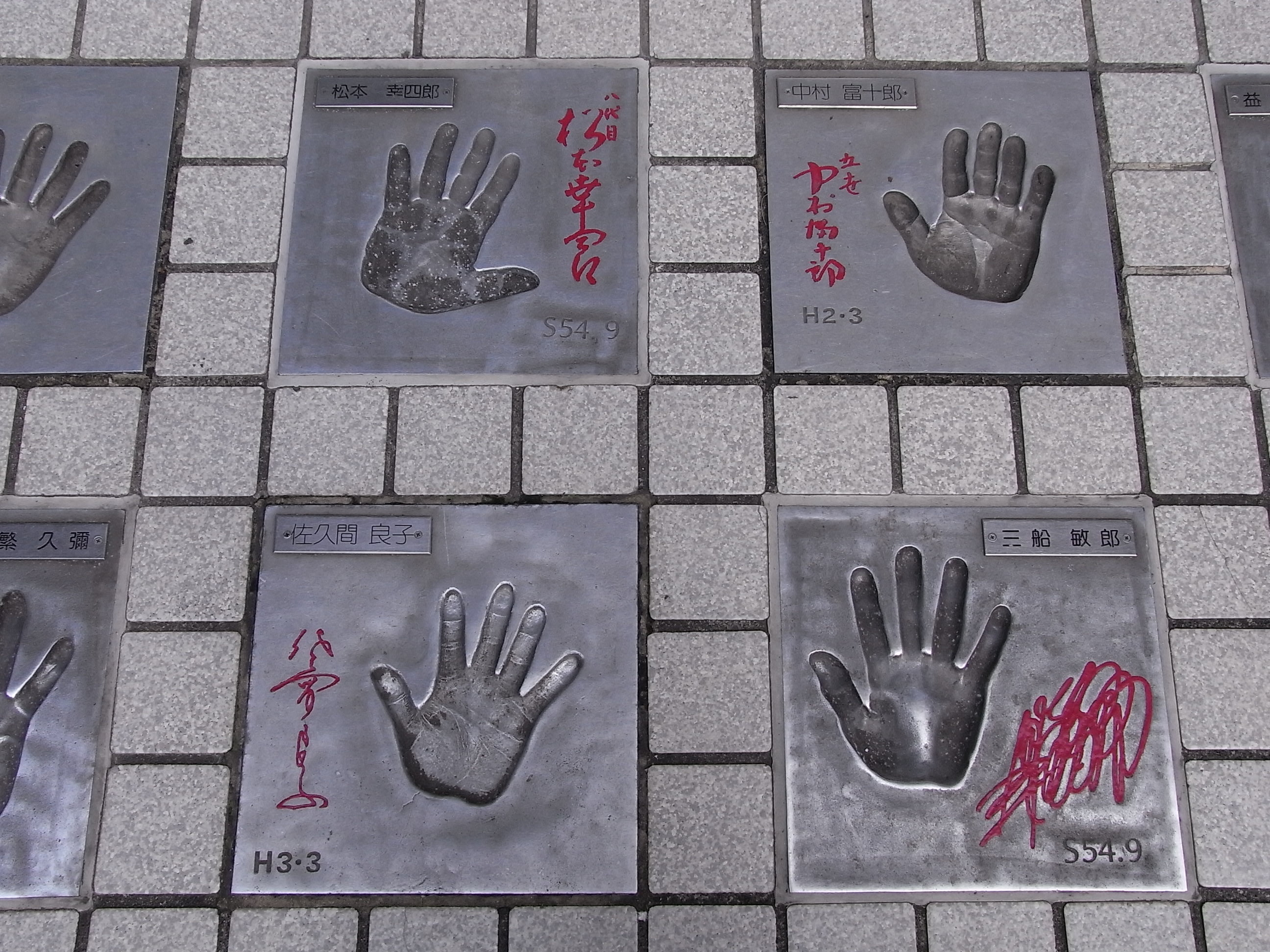
スターの手型（2008年7月10日撮影）